# Wasted (сингл Gucci Mane)
«Wasted» — перший сингл американського репера Gucci Mane з його шостого студійного альбому The State vs. Radric Davis. Трек спершу потрапив до мікстейпу Writing on the Wall (2009).

## Ремікси й фрістайли
Перший офіційний ремікс з участю Lil Wayne, Jadakiss і Birdman видали 29 жовтня 2009. Він є останньою піснею на платівці. На відміну від цензурованої версії оригіналу цензурована версія реміксу містить невідредагований приспів.
Другий офіційний ремікс, записаний з участю OJ da Juiceman, увійшов до міні-альбому Wasted: The Prequel та мікстейпу The Movie Part 2 (The Sequel).
Фрістайл Lil Wayne потрапив до мікстейпу No Ceilings (перші 12 рядків використано на офіційному реміксі), Soulja Boy — до мікстейпів Dat Piff і Paranormal Activity, Ludacris — до The Conjure Mixtape: A Hustler's Spirit. Словацький репер Brilliant Bet використав інструментал для композиції «Ešte niečo?».
Slim Dunkin, артист 1017 Bricksquad, за два роки до смерті записав фрістайл (з мікстейпу Built 4 Interrogation), замінивши куплет Gucci, другий виконав Waka Flocka Flame (також є гостом альбому), третій куплет Gucci залишено.

## Відеокліп
Прем'єра відбулась 5 жовтня 2009. Камео: Шон Ґарретт, Джим Джонс, Rocko, Fatboi, Frenchie, Wooh da Kid, Waka Flocka Flame, Снуп Доґґ, Shawty Lo. Режисер: Mr. Boomtown.

## Чартові позиції
Наразі є найуспішнішим синглом Gucci Mane. Окремок дебютував на 95-й сходинці Billboard Hot 100 у тиждень 19 вересня, пізніше піднявшись до 36-ї, ставши його першим сольним синглом у топ-40.
| Чарт (2009)              | Найвища позиція |
| ------------------------ | --------------- |
| US Billboard Hot 100     | 36              |
| US Hot R&B/Hip-Hop Songs | 3               |
| US Rap Songs             | 3               |